# Tino Rossi
Tino Rossi, officieel Constantino Rossi (Ajaccio, 29 april 1907 - Neuilly-sur-Seine, 26 september 1983) was een Franse zanger van populaire muziek die optrad in muzikale revues, operettes en speelfilms. In een loopbaan van een halve eeuw zette hij meer 1000 uiteenlopende nummers op grammofoonplaat. Bij zijn overlijden werd geschat dat hij wereldwijd meer dan 250 miljoen platen had verkocht.

## Jeugd
Tino Rossi was de zoon van Laurent en Eugenie Rossi, en groeide op in een gezin met 8 kinderen. Zijn vader was kleermaker en zijn moeder verdeelde haar aandacht over het familiebedrijf en het huishouden. Constantin kreeg de naam van een eerder geboren kind dat eind 1906 al jong was overleden. Zijn geboortehuis stond aan de rue Cardinal Fesch 43 in Ajaccio.

## Stem
Als kind zong hij al graag en veel. Iedereen in zijn omgeving merkte dat hij een heel zuivere stem had. Hoewel hij goed kon leren, ging hij liever spijbelen.
Zijn stem had een lichte, vloeiende en wat omfloerste klank: een fluwelen stem met een bereik van bijna drie octaven.

## Doorbraak als zanger
Tino Rossi's populariteit als zanger begon pas echt na zijn verhuizing naar Parijs in 1934. Toen het Casino de Paris hem enkele maanden later contracteerde, betekende dat zijn doorbraak. Het publiek stroomde al gauw toe. Vooral vrouwen stonden soms urenlang massaal voor de deur, alleen maar om een glimp van hem op te vangen. Hij gold als een charmezanger bij uitstek en werd wat zijn uiterlijke aantrekkingskracht betreft wel eens vergeleken met Rudolf Valentino. Marcel Pagnol, de schrijver en regisseur met wie Rossi later enkele films maakte, zei toen al van hem: “Al zingt Tino uit het telefoonboek voor, de vrouwen beginnen te janken of te juichen, al naargelang zijn stemgebruik.”

## Huwelijk
Tijdens een optreden in 1941 leerde hij Lilia Vetti kennen. Na drie kortere huwelijken werd zij de echtgenote met wie hij zijn leven verder zou delen.

## Succes als zanger en acteur
Tino Rossi zong hits als Vieni... vieni..., Ave Maria en J'attendrai, maar bijvoorbeeld ook Yesterday van The Beatles. Zijn meest verkochte nummer is Petit Papa Noël, het meest geliefde Franstalige kerstliedje. Hij was de eerste artiest die wereldwijd miljoenen platen verkochte en kreeg een speciale massief gouden langspeelplaat uitgereikt voor de afzet van minstens 250 miljoen grammofoonplaten. Totdat Elvis Presley op het toneel verscheen, was er geen artiest die deze aantallen zelfs maar benaderde.
Tino Rossi trad ook op als acteur in speelfilms en operettes. Hij maakte bij elkaar 25 films, waarvan Candide' in 1960 de laatste was. In deze films speelde hij meestal de rol van de jonge held. In een interview zei hij daarover: “Te veel en te lang. Ik liet me leiden door mijn ijdelheid.” Die ijdelheid illustreerde hij ook met de pakken die hij droeg: “Ik laat mijn kostuums altijd iets te groot maken, dan zeggen de mensen: "Goh, Tino, je bent magerder geworden" in plaats van "Goh, je wordt steeds dikker".”

## Latere loopbaan
Nadat zijn loopbaan leek afgelopen, beleefde hij in 1969 een verrassende terugkeer  met de musical De Zonnekoopman. Hij trad op in veelbekeken tv-shows. Zijn laatste optreden als zanger was in 1982, in het Casino de Paris, waar het ooit ook was begonnen. Blijkens een interview was het hem vreemd te moede: “Ik miste er mijn oude vrienden Jean Gabin, Fernandel, Maurice Chevalier en Mistinguett te zeer. Ik voelde me er een eenzame oude man, die tevergeefs zocht naar de gezellige jaren van weleer.”

## Levenseinde
Desondanks had hij nog toekomstplannen die hij niet kon uitvoeren nadat hij begin 1983 in het ziekenhuis werd opgenomen en kanker aan de alvleesklier bleek te hebben. Tegenover de buitenstaander deed hij alsof hij weer de oude was. Bij de viering van het 42-jarig huwelijksjubileum met Lilia Vetti, had hij het nog over een terugkeer op het podium, net als in 1969: “Ik werk hard aan een nieuw repertoire, want ik wil nog meer schitteren dan vorig jaar. Ik zit alleen met een probleem, ik ben veel sneller moe. Toch wil ik mijn plannen doorzetten, want ik denk dat ik me zonder de muziek zal vervelen en snel oud zal worden.” Hij overleed echter op 26 september in het l'Hópital Américain in Neuilly, 76 jaar oud.

## Filmografie
Tino Rossi is vanaf 1934 tot en met 1977 in een dertigtal films te zien geweest en meestal ook als zanger te horen.
Na enkele bijrollen waren er vanaf Marinella in 1936 veel films waarin hij als publieksmagneet ook de centrale hoofdrol speelde.
Deze rollen zijn in onderstaande tabel onderstreept. Na Tourments speelde Rossi alleen nog bijrollen.
De originele titels zijn links naar artikelen op de Franstalige Wikipedia.
| Jaar productie | Titel (origineel)                          | Rol                               | Première Frankrijk | Titel (Nederlands)                                               | Première Nederland       | Opmerkingen                   |
| -------------- | ------------------------------------------ | --------------------------------- | ------------------ | ---------------------------------------------------------------- | ------------------------ | ----------------------------- |
| 1934           | Adémaï au Moyen Âge                        | de troubadour                     | 25 oktober 1935    |                                                                  |                          |                               |
| 1934           | La Cinquième empreinte / Lilas blanc       | een zanger                        | 13 juli 1934       | De geheimzinnige vingerafdruk                                    | 30 oktober 1936          |                               |
| 1934           | Les Nuits moscovites                       | de Napolitaanse zanger            | 21 november 1934   | De nachten van Moskou / Moscousche Nachten                       | 8 februari 1935          |                               |
| 1935           | Marseille                                  |                                   |                    |                                                                  |                          | korte film                    |
| 1935           | Justin de Marseille                        | de zanger (als zichzelf)          | 5 april 1935       |                                                                  |                          |                               |
| 1935           | L'Affaire Coquelet                         | Jean Clairval                     | 8 maart 1935       |                                                                  |                          |                               |
| 1935           | Vogue, mon coeur                           | zang                              | 29 november 1935   |                                                                  |                          |                               |
| 1936           | Au son des guitares                        | Jeannot                           | 29 oktober 1936    | Corsicaansche Liefde / Corsikaansche Liefde                      | 19 maart 1937            |                               |
| 1936           | Marinella                                  | Tino Pirelli                      | 12 maart 1936      | Marinella                                                        | 2 juli 1937              |                               |
| 1937           | Lumières de Paris                          | Carlo Ferrari                     | 5 oktober 1938     | Lumières de Paris / Parijsche stralen                            | 25 juli 1947             |                               |
| 1937           | Naples au baiser de feu                    | Mario Esposito                    | 7 december 1937    | Het gebeurde in Napels / Napels, bron der liefde                 | 7 juni 1938              |                               |
| 1942           | Fièvres                                    | Jean Dupray                       | 21 januari 1942    | Het oude lied                                                    | 4 augustus 1944          |                               |
| 1943           | Le Soleil a toujours raison                | Tonio                             | 27 januari 1943    |                                                                  |                          |                               |
| 1943           | Le Chant de l'exilé                        | Ramon Etcheverry                  | 21 april 1943      |                                                                  |                          |                               |
| 1943           | Mon amour est près de toi                  | Jacques Marton                    | 29 september 1943  |                                                                  |                          |                               |
| 1944           | L'Île d'amour                              | Orsani, alias Bicchi              | 24 mei 1944        | Het eiland der liefde                                            | 1 november 1946          |                               |
| 1946           | Destins                                    | André Cartier/Fred Cartier        | 18 december 1946   | Destins                                                          | 26 juli 1947             | Spekholzerheide               |
| 1946           | Le Gardian                                 | Renaud                            | 15 mei 1946        | (De) Begeerte / Le Guardian                                      | 6 juni 1947 22 juni 1948 | Curaçao Sittard               |
| 1946           | Sérénade aux nuages                        | Sylvio                            | 6 maart 1946       | Liefdesserenade                                                  | 30 augustus 1946         |                               |
| 1947           | Le Chanteur inconnu                        | Julien Mortal/Paolo               | 25 april 1947      | De onbekende zanger                                              | 1 augustus 1947          |                               |
| 1948           | La Belle Meunière                          | Franz Schubert                    | 24 november 1948   |                                                                  |                          |                               |
| 1949           | Deux amours                                | Sylvain Vincent/Désiré Vincent    | 5 januari 1949     |                                                                  |                          |                               |
| 1949           | Marlène                                    | Manuel Ceccaldi                   | 2 september 1949   |                                                                  |                          |                               |
| 1950           | Envoi de fleurs                            | Paul Delmet                       | 26 mei 1950        |                                                                  |                          |                               |
| 1951           | Au pays du soleil                          | Titin Olivieri                    | 26 december 1951   | In 't land van zonneschijn                                       |                          |                               |
| 1951           | Paris chante toujours                      | als zichzelf                      | 29 november 1951   |                                                                  |                          |                               |
| 1952           | Son dernier Noël                           | Marc Damiani                      | 1952 december 12   | Haar laatste Kerstmis                                            |                          |                               |
| 1954           | Si Versailles m'était conté                | de gondelier                      | 9 maart 1954       | Versailles, vorsten en vrouwen /Versailles - koningen en vrouwen | 1 juli 1955              |                               |
| 1954           | Tourments                                  | Jacques Duffot, alias Tony Caylor | 23 april 1954      |                                                                  |                          |                               |
| 1963           | Jusqu'au bout du monde                     |                                   | 18 januari 1963    |                                                                  |                          |                               |
| 1970           | L'Âne de Zigliara / Une drôle de bourrique | als zichzelf                      | 3 september 1971   |                                                                  |                          |                               |
| 1977           | Ciné Follies                               |                                   | 9 maart 1977       |                                                                  |                          | documentaire (archiefbeelden) |

- Biblioteca Nacional de España: XX909463
- Bibliothèque nationale de France: cb13899206m (data)
- Gemeinsame Normdatei: 119213575
- International Standard Name Identifier: 0000 0000 8354 4476
- Library of Congress Control Number: n84076760
- Nationale Bibliotheek van Letland: 000094674
- MusicBrainz: ddae9cc8-caf5-4e9a-9606-62a065fbc92b
- Nationale Bibliotheek van Tsjechië: pna2007397601
- Nationale Bibliotheek van Israël: 987007502669705171
- Nederlandse Thesaurus van Auteursnamen: 074099434
- Istituto Centrale per il Catalogo Unico: UFEV332928
- SNAC: w6514jtm
- Système universitaire de documentation: 027559807
- Virtual International Authority File: 7575151
- WorldCat: E39PBJqvTBhcb8bWCYytw4fTHC